# قارص
قارْص (به ترکی استانبولی: Kars، به ارمنی: Կարս، به کردی: qares، به آذری: Qars) شهری است در شمال شرقی ترکیه که مرکز استان قارص می‌باشد. شهر قارص پیش از این مرکز شهرستان سنجق از استان ارزروم بود.
شهر باستانی آنی واقع در استان قارص ترکیه در فهرست میراث جهانی سازمان علمی، فرهنگی و تربیتی سازمان ملل متحد «یونسکو» به ثبت رسیده‌است.

## تاریخچه

### در سده‌های میانه
در سده ۱۰ میلادی ناحیه قارص تشکیل یکی از پادشاهی‌های ارمنی به نام پادشاهی باگراتونی را می‌داد.
بعدها قارص توسط سلجوقیان، در سده سیزدهم توسط مغول‌ها و در ۱۳۸۷ توسط تیمور لنگ اشغال شد. همچنین نبرد قارص جنگی بود از سری جنگ‌های صفویان و عثمانی بین سال‌های ۱۵۳۲ و ۱۵۵۵ میلادی که در ۲۷ اوت ۱۵۴۸ میلادی روی داد. پس از آن این شهر تا سال ۱۸۷۷ در دست عثمانیان بود. ارگی که توسط سلطان مراد سوم عثمانی ساخته شده بود توانست در برابر محاصره لشکر ایران در سال ۱۷۳۱ به فرماندهی نادر شاه و بعدها در برابر حملات روسیه دوام بیاورد.

### حکومت روسیه
این شهر در «نبرد قارص» در جنگ روسیه و عثمانی در ۱۸۷۷–۷۸ به شدت شکست خورد و با عقد قرارداد سن استفانو به روسیه پیوسته شد.

### تاریخ اخیر
تا این‌که پس از سقوط شاهنشاهی تزار و قرارداد برست-لیتوسک در ۱۹۱۸ طی ماجراهایی خونین که باعث کوچ تعداد زیادی از اهالی این منطقه با شهرهای مجاور از جمله باکو و تبریز گردید به امپراتوری عثمانی واگذار شد. امروزه نوادگان این افراد در این شهرها به نام زادگاهشان معروف هستند! البته در اثر اشتباهی که در موقع صدور شناسنامه در ایران رخ داده به جای کلمه صحیح قارص کلمه اشتباه قارس درج گردیده‌است.

## قارص در فرهنگ عامیانه

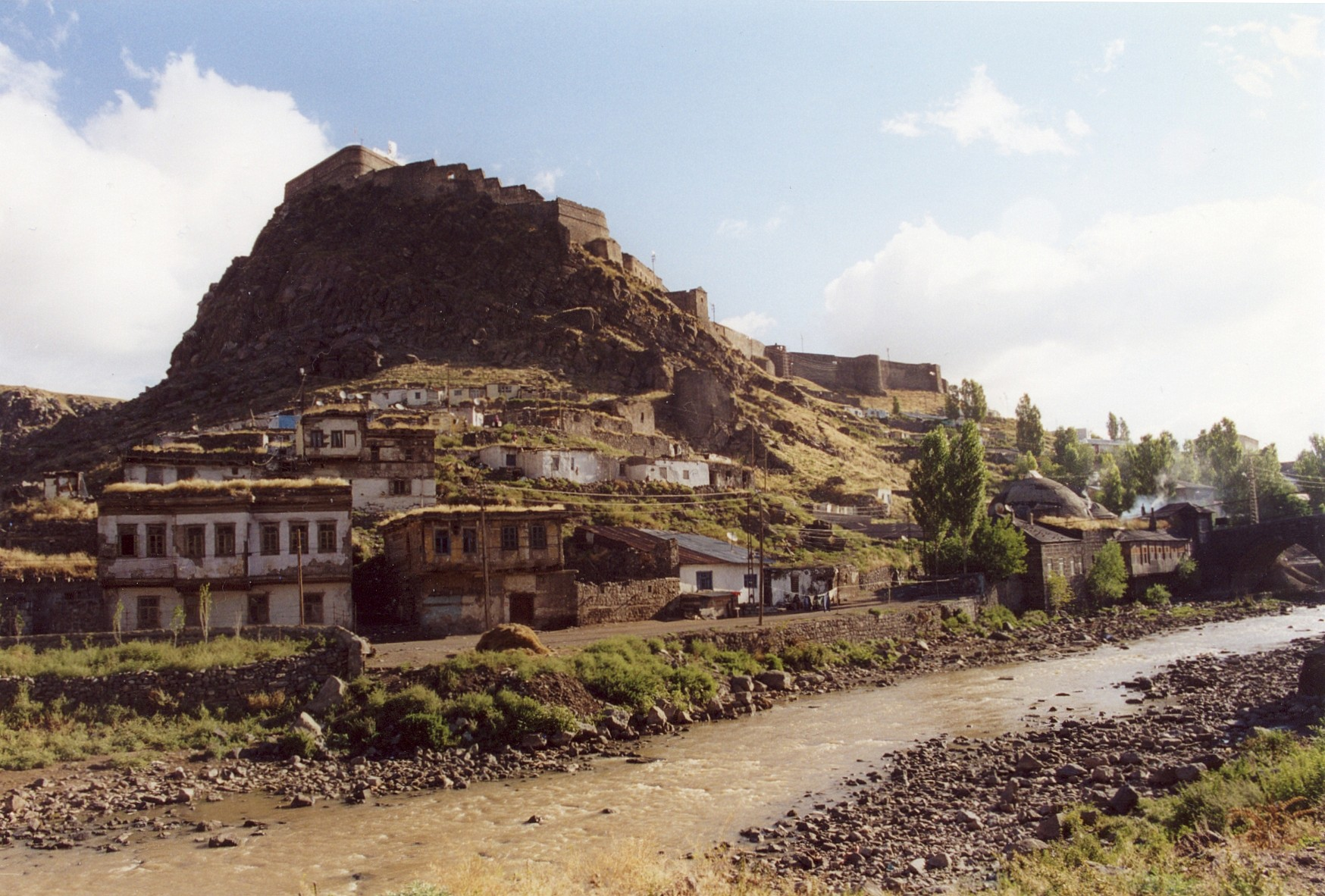
ارگ قارص

- قارص محلی است که داستان برف ('Kar')، رمان معروف اورهان پاموک، نویسنده ترکیه‌ای، در آن قرار دارد.
- شاعر ارمنی، یغیشه چارنتس در قارص به دنیا آمده‌است.
- فیلسوف و عارف یونانی-ارمنی، جورج ایوانویچ گورجیف دروان کودکی و بلوغ خود را در قارص گذراند.

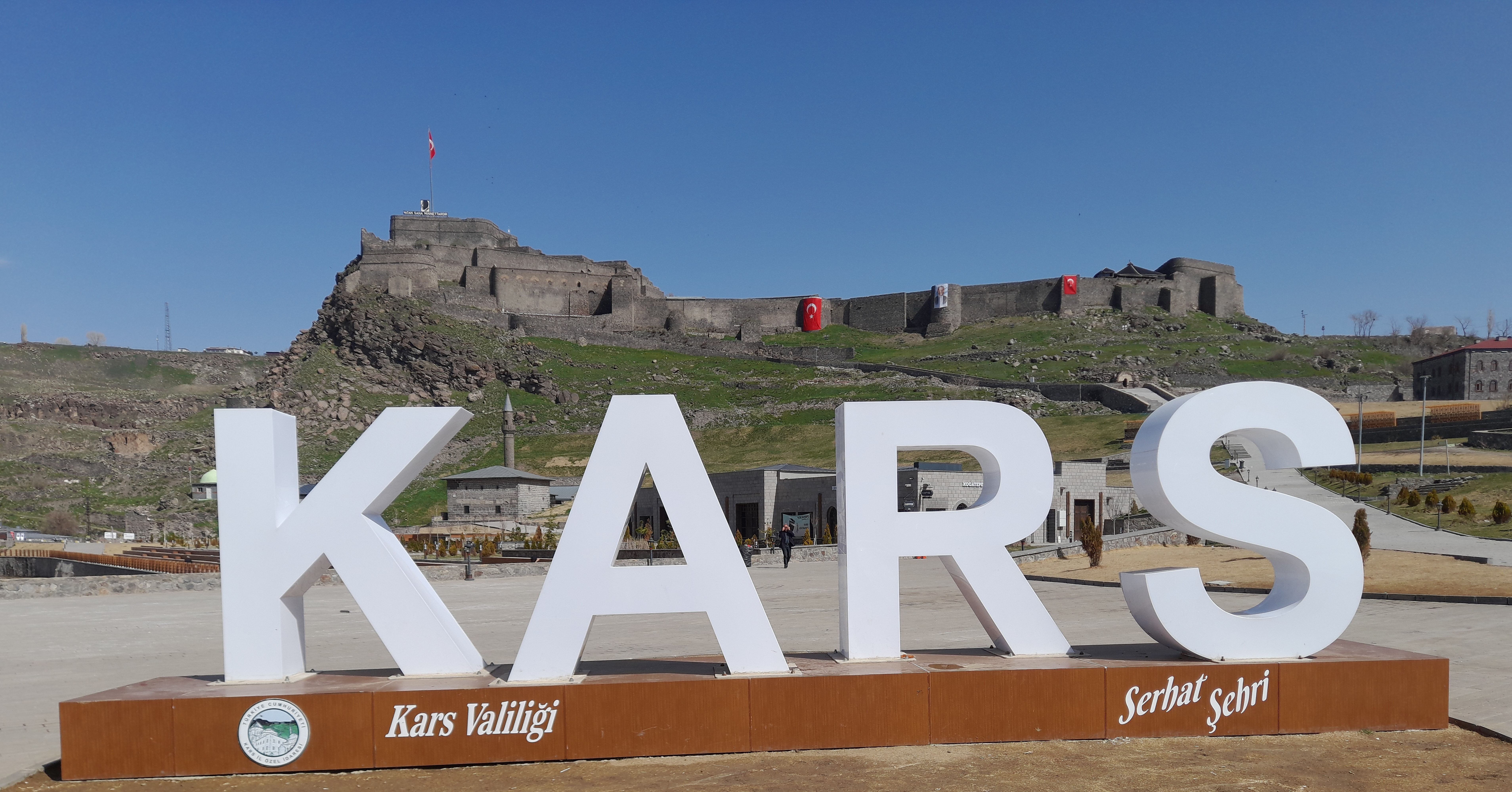
نمایی از قلعه قارص بهمراه لوگوی شهر که نام لاتین آن یعنی: Kars را بوجود آورده‌است.
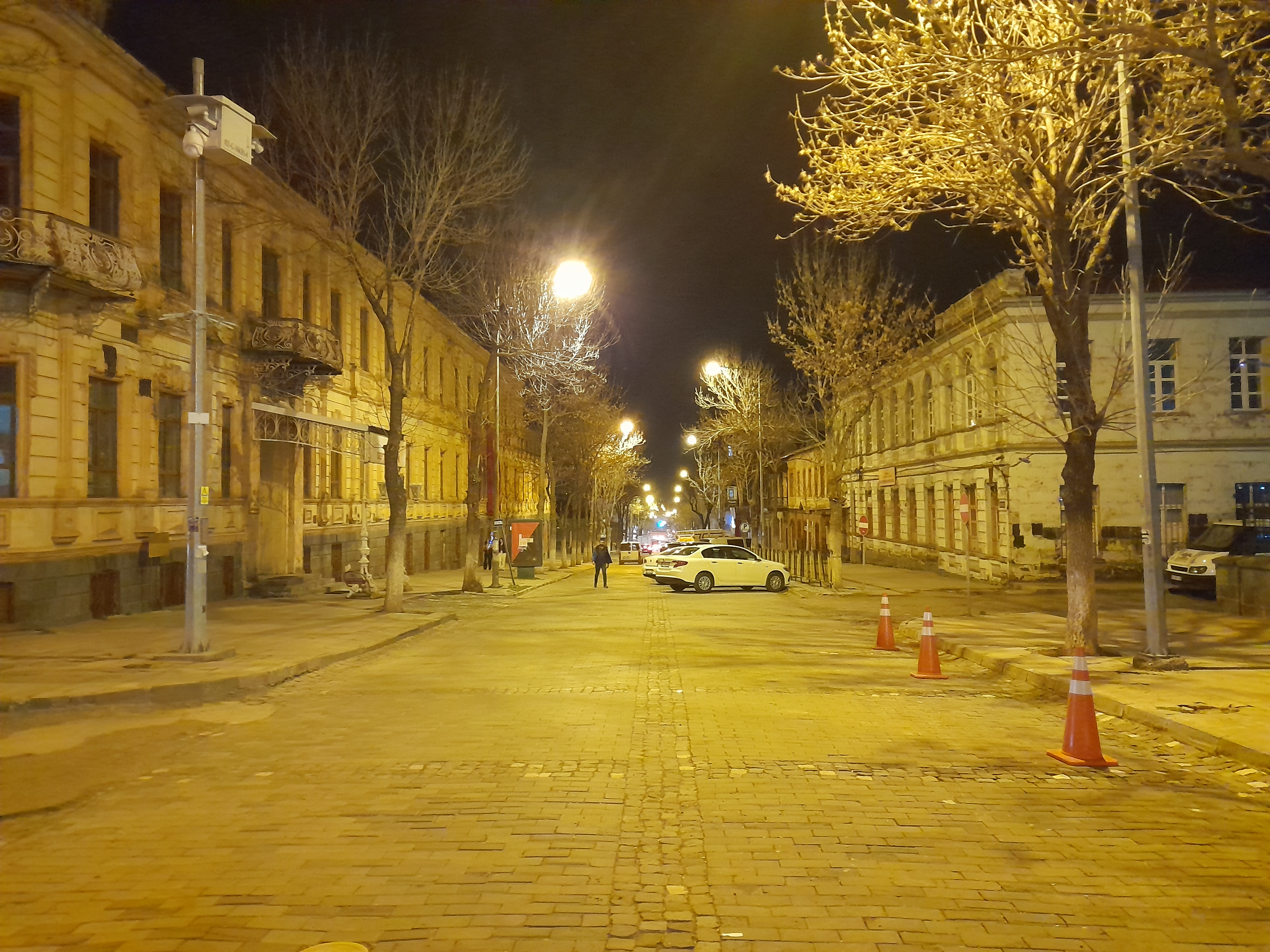
خیابانی قدیمی در شهر قارص
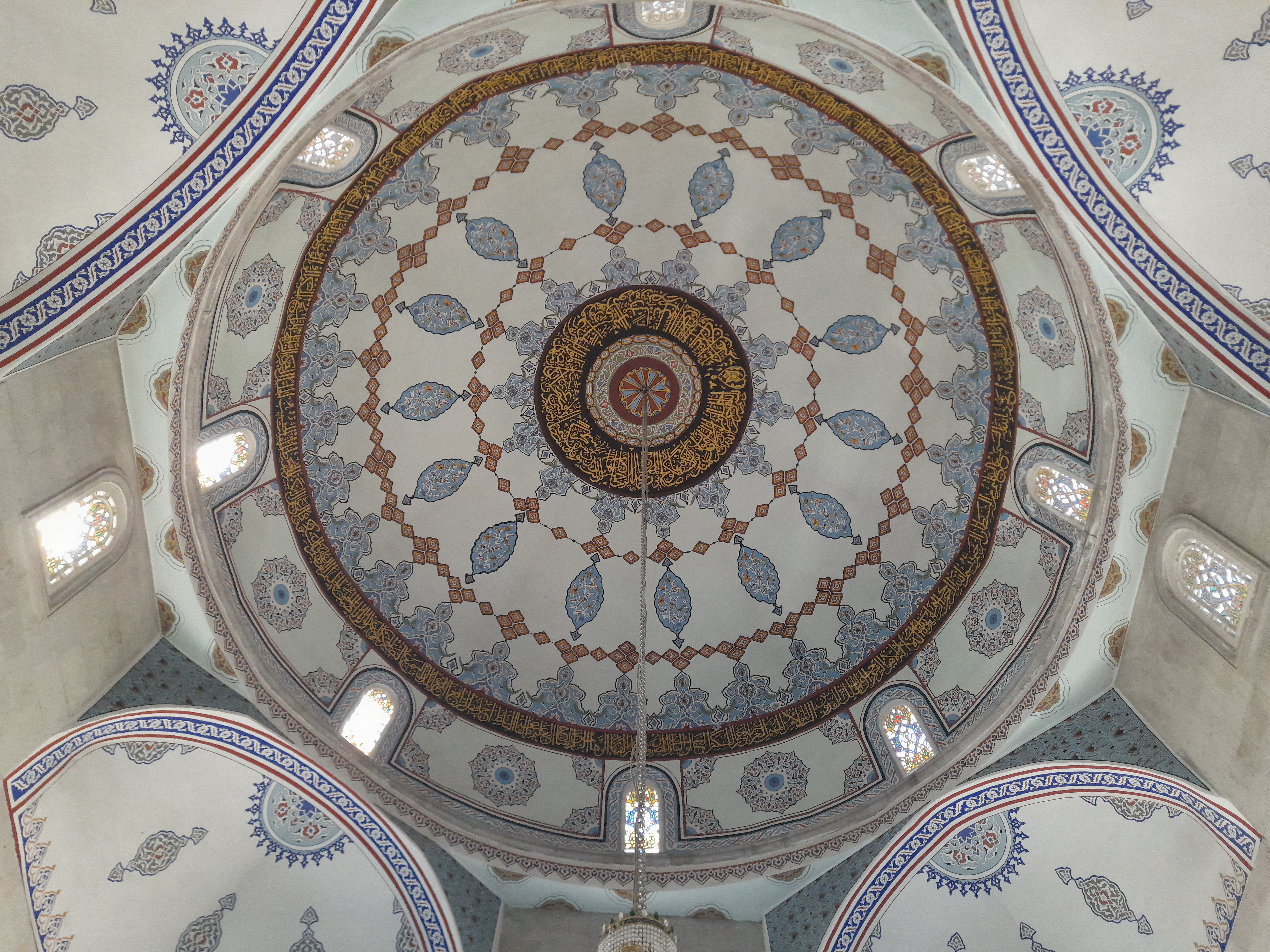
آرامگاهی منسوب به ابوالحسن خرقانی عارف ایرانی در شهر قارص موجود است که در این عکس، نمایی از درون این بنا دیده می‌شود.